# قزاق فیلم
قزاق فیلم (قزاقی: Қазақфильм) یک استودیوی فیلم سازی در کشور قزاقستان و واقع در شهر آلماتی، قزاقستان است.

## فیلم‌شناسی
این شرکت از سال ۱۹۶۱ فیلم ساخته‌است. تعدادی از این فیلم‌ها عبارتند از:
- مغول (۲۰۰۷)
- آسیایی (۱۹۹۱)
- آخرین توقف (۱۹۹۰)
- زن روز (۱۹۸۹)
- غیرحرفه ای (۱۹۸۷)
- خانه من در تپه‌های سبز (۱۹۸۶)
- کبوتر وحشی (۱۹۸۶)
- قربانیان شکایتی ندارند (۱۹۸۶)
- یوزپلنگ برمی گردد (۱۹۸۵) (تلویزیون)